# Teucrium rifanum
Teucrium rifanum là một loài thực vật có hoa trong họ Hoa môi. Loài này được (Maire & Sennen) Maire & Sennen miêu tả khoa học đầu tiên năm 1932.